# Lo scorpione a due code
Lo scorpione a due code è un film TV italiano del 1982 diretto da Sergio Martino (sotto lo pseudonimo di Christian Plummer). Si tratta della versione lunga (82 minuti in più) del film Assassinio al cimitero etrusco.